# Anastasi, Fèlix i Digna de Còrdova
Anastasi, Fèlix i Digna (diversos llocs d'Andalusia, s. VIII-IX - Còrdova, 14 de juny de 853) foren tres cristians mossàrabs, morts com a màrtirs a mans de musulmans. Són venerats com a sants per diverses confessions cristianes, amb els altres Màrtirs de Còrdova.

## Biografia
Anastasi era un sacerdot ja gran, que havia estat monjo. Quan Fàndila de Peña Melaria va ésser executat, Anastasi es presentà l'endemà davant del jutge de Còrdova i es confessà cristià. Condemnat a mort, fou decapitat, juntament amb el també monjo Fèlix. Aquest havia vingut des de Getúlia (nord d'Àfrica) i s'havie fet cristià. Els dos cossos decapitats foren exposats amb el de Fàndila, vora el riu.
El mateix dia fou excecutada Digna, religiosa que, en saber d'aquestes morts, va deixar el monestir per ésser màrtir, presentant-se als jutges i retraient-los la seva crueldat.
Els cossos de tots tres foren cremats i les seves cendres llençades al riu Guadalquivir.

## Veneració
Immediatament, la comunitat cristiana els considerà màrtirs. La festivitat litúrgica dels tres sants se celebra el dia del seu martiri, el 14 de juny.